# Gang Tapes
Gang Tapes - Per le strade di Los Angeles è un film drammatico del 2001 diretto da Adam Ripp che utilizza gli stilemi del found footage.

## Trama
Una famiglia in gita a Los Angeles è impegnata a riprendere la propria vacanza quando, a bordo della propria auto, si perdono in una delle zone più malfamate della città. Qui vengono costretti a scendere dall'auto, che viene rubata (con la telecamera) dai veri protagonisti del film, un gruppo di ragazzi di strada appartenenti ad una gang. Tra questi figura un ragazzino, Kriss, che inizialmente non fa ancora parte della gang e che viene protetto da Alonso. Ed è grazie alla protezione di Alonso che Kriss riceve la telecamera, con la quale inizierà a filmare la vita del ghetto, che lo porterà ad unirsi alla gang e successivamente a compiere atti criminosi.